# Daníel Guðjohnsen
Daníel Tristan Guðjohnsen (Londres, Inglaterra, 1 de marzo de 2006) es un futbolista islandés que juega de delantero en el Malmö FF de la Allsvenskan.

## Trayectoria
Creció en España y jugó al fútbol en las categorías inferiores del F. C. Barcelona y del Real Madrid C. F. En agosto de 2022 fichó por el Malmö FF. En febrero de 2023 fue seleccionado para la plantilla principal del Malmö antes de sus partidos de entrenamiento contra el Vålerenga Fotball y el Aarhus GF. En abril de 2023 fue fichado oficialmente como parte de la plantilla principal. El 11 de octubre de 2023 fue elegido por el diario inglés The Guardian como uno de los mejores jugadores del mundo nacidos en 2006.

## Selección nacional
Ha jugado en las selecciones inferiores de Islandia desde 2021. El 25 de octubre de 2022 marcó dos goles con Islandia sub-17 victoria por 3-0 contra Macedonia del Norte sub-17.

## Vida personal
Es el hijo menor del exfutbolista Eiður Guðjohnsen y hermano de Sveinn Aron Guðjohnsen y Andri Guðjohnsen. Su abuelo es el ex internacional islandés Arnór Guðjohnsen.

## Estadísticas

### Clubes
Actualizado al último partido disputado el 1 de diciembre de 2024.
| Club              | Div.          | Temporada     | Liga  | Liga  | Liga   | Copas nacionales | Copas nacionales | Copas nacionales | Copas internacionales | Copas internacionales | Copas internacionales | Total | Total | Total  |
| Club              | Div.          | Temporada     | Part. | Goles | Asist. | Part.            | Goles            | Asist.           | Part.                 | Goles                 | Asist.                | Part. | Goles | Asist. |
| ----------------- | ------------- | ------------- | ----- | ----- | ------ | ---------------- | ---------------- | ---------------- | --------------------- | --------------------- | --------------------- | ----- | ----- | ------ |
| Malmö FF · Suecia | 1.ª           | 2023          | 1     | 0     | 0      | 0                | 0                | 0                | —                     | —                     | —                     | 1     | 0     | 0      |
| Malmö FF · Suecia | 1.ª           | 2024          | 1     | 0     | 0      | 1                | 3                | 0                | 1                     | 0                     | 0                     | 3     | 3     | 0      |
| Malmö FF · Suecia | Total club    | Total club    | 2     | 0     | 0      | 1                | 3                | 0                | 1                     | 0                     | 0                     | 4     | 3     | 0      |
| Total carrera     | Total carrera | Total carrera | 2     | 0     | 0      | 1                | 3                | 0                | 1                     | 0                     | 0                     | 4     | 3     | 0      |

## Palmarés

### Títulos nacionales
| Título         | Club     | País   | Año  |
| -------------- | -------- | ------ | ---- |
| Allsvenskan    | Malmö FF | Suecia | 2023 |
| Copa de Suecia | Malmö FF | Suecia | 2024 |
| Allsvenskan    | Malmö FF | Suecia | 2024 |